# Метрично пространство
Метрика пренасочва насам.  За термина от стихознанието вижте версификация.
В математиката под метрика се разбира функция, задаваща разстоянието между елементите на дадено множество. Метрично пространство е множество снабдено с метрика.

## Формално определение
Една функция {\displaystyle \rho } се нарича метрика, ако чрез нея на всяка наредена двойка {\displaystyle (x,y)} от елементи {\displaystyle x} и {\displaystyle y} на множеството {\displaystyle X} се съпоставя реалното число {\displaystyle \rho (x,y)} и за всеки {\displaystyle x}, {\displaystyle y}, {\displaystyle z}{\displaystyle \!^{\in }}{\displaystyle X} са изпълнени следните три условия:
1. {\displaystyle \rho (x,y)=0} тогава и само тогава, когато {\displaystyle x=y} (аксиома за идентичност)
2. {\displaystyle \rho (x,y)=\rho (y,x)} (аксиома за симетричност)
3. {\displaystyle \rho (x,y)}{\displaystyle \!^{\leq }}{\displaystyle \rho (x,z)+\rho (z,y)} (аксиома на триъгълника или неравенство на триъгълника)

Тези аксиоми отразяват интуитивното понятие за разстояние. Например, разстоянието трябва да е неотрицателна величина (т.е. {\displaystyle \rho (x,z)}{\displaystyle \!^{\geq }}{\displaystyle 0} за всеки две {\displaystyle x} и {\displaystyle z}, което следва от аксиомата на триъгълника и аксиомата за симетричност при {\displaystyle x=y}). Също така разстоянието от {\displaystyle x} до {\displaystyle y} е същото, както и от {\displaystyle y} до {\displaystyle x}. Неравенството на триъгълника означава, че от {\displaystyle x} до {\displaystyle y} може да се стигне по по-къс път, или поне не по по-дълъг, отколкото ако отначало се премине от {\displaystyle x} до {\displaystyle z}, а след това от {\displaystyle z} до {\displaystyle y}.
Наредената двойка {\displaystyle (X,\rho )} се нарича метрично пространство.
Понятието е въведено от Морис Фреше през 1906 г.